# UBIFS
UBIFS o UBI File System è un flash file system sviluppato da Nokia e dall'Università di Seghedino integrato dalla versione 2.6.27 del kernel Linux.
UBIFS è stato progettato per dispositivi con memoria flash.

## Caratteristiche
- journaling
- write-back
- compressione on-the-fly